# روکسهایم
روکسهایم (به آلمانی: Roxheim) یک شهر در آلمان است که در باد کرویتسناخ واقع شده‌است. روکسهایم ۲٬۴۰۲ نفر جمعیت دارد.